# Kikkoman
Kikkoman Corporation (キッコーマン株式会社, Kikkōman Kabushiki-gaisha) est une entreprise japonaise commercialisant principalement de la sauce soja.
Elle est particulièrement connue sur l'archipel pour ses petites bouteilles en plastique en forme de petit poisson, ayant un bouchon rouge à l'emplacement de la bouche.

## Le groupe
1917 fut l’année de fondation d’une entreprise familiale dénommée Noda Shoyu Co. Ltd. par les deux familles Mogi et Takanashi. La société changea de nom en 1964 pour s’appeler Kikkoman Shoyu Co. Ltd. et devint Kikkoman Corporation en 1980. 
Aujourd'hui, Kikkoman est leader du marché mondial et emploie quelque 6 500 personnes au Japon, à Singapour, à Taïwan, en Chine, en Australie, au Canada, aux États-Unis et en Europe. Le groupe possède neuf sites de production au Japon, aux États-Unis, à Singapour, à Taïwan, en Chine et aux Pays-Bas. Environ 400 millions de litres de sauce soja naturellement fermentée quittent chaque année ces sites pour être mis en vente aux restaurateurs comme aux particuliers.

### Filiales
Au Japon et à l'étranger, Kikkoman est également engagée dans d’autres secteurs d'activités. À titre d’exemple, la société possède des filiales dans les secteurs de la pharmacie, des spiritueux, des jus de fruits, des clubs de sport, des produits à base de tomates et des produits alimentaires asiatiques, et détient des participations dans d'autres entreprises. 
De plus, Kikkoman possède des filiales dans le domaine de la restauration et du commerce. C’est ainsi que deux restaurants gastronomiques japonais font partie du groupe : le Daitokai et le Sushi Duke Berlin et Cologne. Le groupe JFC International, un des plus grands grossistes spécialisés dans les produits alimentaires typiquement asiatiques, est également une filiale du groupe Kikkoman.

## Origine du nomKikkoman
Le nom Kikkoman est issu du terme japonais kikko qui signifie carapace de tortue ; man voulant dire 10 000. Au Japon, la tortue est censée vivre 10 000 ans et représente un symbole de bonheur, de richesse et de longévité. Les deux termes se retrouvent aussi dans le logo de la marque. Le signe japonais qui représente le nombre 10 000 est disposé dans un hexagone symbolisant la carapace d’une tortue.

## Histoire
L’histoire de l’entreprise Kikkoman remonte au XVIIe siècle avec la production de la sauce soja dans la ville japonaise de Noda. Sa situation favorable sur les rives du fleuve Edo ne pouvait que faciliter l’accès aux matières premières ainsi que la livraison rapide de la sauce soja à la ville d’Edo en plein essor – et connue aujourd’hui sous le nom de Tōkyō.
La sauce soja Kikkoman ne tarda pas à être réputée. Les commerçants hollandais la découvrirent et l’acheminèrent vers l’Europe où la demande grimpa également en flèche. Kikkoman gagna rapidement ses lettres de noblesse en Europe et obtient des récompenses importantes : en 1873 à l’exposition universelle de Vienne et à Amsterdam en 1881.